# Stenomantis novaeguineae
Stenomantis novaeguineae es una especie de mantis de la familia Liturgusidae.

## Distribución geográfica
Se encuentra en Australia, Nueva Guinea, islas Aru,  islas Kai y las islas Waigu.